# リドレー子爵

リドレー子爵家の紋章の盾

リドレー子爵（英: Viscount Ridley）は、連合王国貴族の子爵位。保守党の政治家5代準男爵マシュー・ホワイト・リドレーが1900年に叙されたのに始まる。

## 歴史
ノーサンバーランドのハイ・シェリフを務めたマシュー・ホワイト(1727年頃–1763)は、1756年5月6日にグレートブリテン準男爵位(ノーサンバーランド州におけるブラッグドンの)準男爵(Baronet, "of Blagdon, co. Northumberland")に叙せられた。しかし彼には子供がなかったため、この準男爵位には妹エリザベスを特別継承者とする規定が付けられた。
その特別継承者の規定に基づき、初代準男爵の死後、エリザベスとその夫マシュー・リドレーの間の子マシュー・ホワイト・リドレー(1745–1813)が2代準男爵を継承した。
その曽孫である5代準男爵マシュー・ホワイト・リドレー(1842–1904)は、保守党の政治家として1895年から1900年にかけて第3次ソールズベリー侯爵内閣で内務大臣を務め、1900年12月19日には連合王国貴族爵位ノーサンバーランド州におけるブラッグドン＝ブライスのウェンズリーデール男爵(Baron Wensleydale, of Blagdon and Blyth both in the County of Northumberland)とリドレー子爵(Viscount Ridley)に叙せられた。
その曽孫である4代リドレー子爵マシュー・ホワイト・リドレー(1925–2012)は、1989年から2001年まで王室家政長官を務めた。2018年現在の当主はその息子の5代リドレー子爵マシュー・ホワイト・リドレー(1958-)である。彼は科学ジャーナリストであり、複数の著書を有する。

## 現当主の保有爵位・準男爵位
現当主マシュー・ホワイト・リドレーは以下の爵位・準男爵位を保有している。
- 第5代リドレー子爵 (5th Viscount Ridley)
(1900年12月19日の勅許状による連合王国貴族爵位)
- ノーサンバーランド州におけるブラッグドン＝ブライスの第5代ウェンズリーデール男爵 (5th Baron Wensleydale, of Blagdon and Blyth both in the County of Northumberland)
(1900年12月19日の勅許状による連合王国貴族爵位)
- (ノーサンバーランド州におけるブラッグドンの)第9代準男爵 (9th Baronet, "of Blagdon, in the County of Northumberland")
(1756年5月6日の勅許状によるグレートブリテン準男爵位)

## 歴代当主

### (ブラッグドンのリドレー)準男爵 (1756年)
- 初代準男爵サー・マシュー・ホワイト (Sir Matthew White, 1727年頃–1763)
- 2代準男爵サー・マシュー・ホワイト・リドレー（英語版） (Sir Matthew White Ridley, 1745–1813) - 先代の甥
- 3代準男爵サー・マシュー・ホワイト・リドレー（英語版） (Sir Matthew White Ridley, 1778–1836) - 先代の息子
- 4代準男爵サー・マシュー・ホワイト・リドレー（英語版） (Sir Matthew White Ridley, 1807–1877) - 先代の息子
- 5代準男爵サー・マシュー・ホワイト・リドレー（英語版） (Sir Matthew White Ridley, 1842–1904) - 先代の息子。1900年リドレー子爵に叙される

### リドレー子爵 (1900年)
- 初代子爵マシュー・ホワイト・リドレー（英語版） (Matthew White Ridley, 1842–1904)
- 2代子爵マシュー・ホワイト・リドレー（英語版） (Matthew White Ridley, 1874–1916) - 先代の息子
- 3代子爵マシュー・ホワイト・リドレー（英語版） (Matthew White Ridley, 1902–1964) - 先代の息子
- 4代子爵マシュー・ホワイト・リドレー（英語版） (Matthew White Ridley, 1925–2012) - 先代の息子
- 5代子爵マシュー・ホワイト・リドレー (Matthew White Ridley, 1958-) - 先代の息子
  - 法定推定相続人は、現当主の息子マシュー・ホワイト・リドレー(Matthew White Ridley, 1993-)